# Параспония
Параспония (лат. Parasponia) — род растений семейства Коноплёвые (Cannabaceae). Содержит десять видов.

## Таксономия
Первое описание рода было опубликовано Фридрихом Антоном Вильгельмом Микелем в Plantae Junghuhnianae 68. 1851. Типовой вид — Parasponia parviflora .

## Виды
- Parasponia andersonii Planch.
- Parasponia aspera Blume
- Parasponia eurhyncha Miq.
- Parasponia melastomatifolia J.J.Sm.
- Parasponia parviflora Miq.
- Parasponia paucinervia Merr. & L.M.Perry
- Parasponia rigida Merr. & L.M.Perry
- Parasponia rugosa Blume
- Parasponia similis Blume
- Parasponia simulans Merr. & L.M.Perry